# 강진 수성당
강진 수성당은 대한민국 전라남도 강진군 강진읍에 있는, 조선말에 설립된 경로당이다. 2011년 4월 4일 강진군의 향토문화유산 제43호로 지정되었다.

## 개요
1885년 이전 남극계(南極契)를 시작으로 학문을 강의 토론하며 문화와 예의가 이어가도록 시작. 1885년 수성당 창건. 1894년 동학 때 소실되었으나, 1902년 4월에 수성경로당을 설립. 1936년 2월에 중창하여 현재에 이름  강진군 최초의 노인당이며, 동학유적지, 독립운동의 후원처이다.